# Das Idol
Das Idol (Alternativtitel: Zarte Verführerin; Originaltitel: L’Idole) ist ein französisch-deutsch-japanisches Filmdrama aus dem Jahr 2002. Regie führte Samantha Lang, die gemeinsam mit Gérard Brach das Drehbuch anhand des Romans À l’heure dite von Michelle Tourneur schrieb.

## Handlung
Die Australierin Sarah Silver siedelt nach Paris über. Sie tritt in einem Theaterstück des Regisseurs Philippe auf, mit dem sie eine Beziehung eingeht. Philippe respektiert sie weder als Darstellerin noch als Geliebte.
Silver denkt an Selbstmord und offenbart ihre Pläne ihrem Nachbarn Zao, einem chinesischen Koch. Zao bietet ihr an, bis zu ihrem Lebensende für sie zu kochen. Silver freundet sich mit Zao an; diese Freundschaft bekommt mit der Zeit eine erotische Komponente.

## Kritiken
Film-Dienst schrieb, Das Idol sei ein „subtiler erotischer Liebesfilm“.
Die Zeitschrift prisma schrieb, Samantha Lang gelte als Filmautorin, die es verstehe, „erotische Szenen sehr sensibel ins Bild zu setzen“. Das Idol sei „von einer unterschwelligen Erotik geprägt“. Der Film schildere „spannungsvoll und sinnlich eine ungewöhnliche Beziehung“ sowie thematisiere „Liebe und Tod, Reife und Unerfahrenheit“.

## Hintergründe
Die Weltpremiere fand am 6. August 2002 auf dem Internationalen Filmfestival von Locarno statt. Am 7. September 2002 wurde der Film auf dem Toronto International Film Festival gezeigt. Am 29. Januar 2003 kam er in die französischen Kinos.